# Malpighia watsonii
Malpighia watsonii är en tvåhjärtbladig växtart som beskrevs av Joseph Nelson Rose. Malpighia watsonii ingår i släktet Malpighia och familjen Malpighiaceae. Inga underarter finns listade i Catalogue of Life.